# James Brown (piłkarz)
James Brown amerykański piłkarz (ur. 31 grudnia 1908 w Kilmarnock w Szkocji, zm. 9 listopada 1994 w Berkeley Heights w New Jersey w USA).
Grał na pozycji napastnika i pomocnika, wraz z Patenaudem był najmłodszym graczem amerykańskim w finałach MŚ '30. W turnieju tym zagrał 3 mecze i strzelił 1 gola. Był reprezentantem drużyny Giants New York.